# Suzanne Basdevant
Pour les articles homonymes, voir Basdevant et Bastid.
Suzanne Basdevant ou Suzanne Basdevant-Bastid, née le 15 août 1906 à Rennes et morte le 2 mars 1995 à Paris 15e, est une professeure de droit français, spécialiste du droit international public. Elle est élue à l'Académie des sciences morales et politiques en 1971 et en est la présidente en 1982.

## Biographie

### Jeunesse et études
Suzanne Basdevant est la fille de Jules Basdevant et de Renée Mallarmé. Elle fait ses études à la faculté de droit de Paris et elle obtient le grade de docteur en droit, après la soutenance en 1930 d'une thèse intitulée Les Fonctionnaires internationaux. Elle réussit à l'agrégation de droit public public en 1932, première femme agrégée dans cette discipline. 
Elle épouse en 1937 Paul Bastid, ils ont trois filles.

### Parcours professionnel
Suzanne Basdevant est nommée en 1933 professeure de droit à la faculté de droit de Lyon. Elle est alors la première femme professeure de droit en France. Elle donne cours à l'École libre des sciences politiques pendant la Seconde Guerre mondiale, alors que l'école a délocalisé une partie de sa formation à Lyon. 
Elle devient chef de cabinet de son mari, qui est au moment de leur mariage ministre du Commerce dans le premier cabinet Léon Blum. Exilée avec son mari à bord du Massilia en 1940, elle est ensuite rapatriée et participe au premier organe central de la Résistance.
De 1946 à 1977, elle est professeure à la faculté de droit de Paris, puis à l'université d'Assas. De 1940 ou 1944 jusqu'en 1978, elle est professeure de droit international et de droit des organisations internationales à l'Institut d'études politiques de Paris, où elle est la première femme à tenir un cours magistral.  
Membre de la délégation française à l'Organisation des Nations unies de la 4e à la 13e session, elle est également membre, à partir de 1950, du Tribunal administratif des Nations unies, qu'elle préside de 1953 à 1963.
Suzanne Bastid est la première femme élue à l'Académie des sciences morales et politiques, en 1971. Elle en devient la vice-présidente en 1981, puis la présidente en 1982. Elle est élue 3e présidente de l'Académie du Morvan. Elle est membre du conseil d'administration de l'Association française des femmes diplômées des universités, et participe à la rédaction de nouveaux statuts. Elle s'implique également au sein de la Fédération internationale des femmes diplômées des universités.
Elle a rédigé de nombreux cours édités ou polycopiés, et d'un ouvrage sur Les Traités dans la vie internationale. Elle crée en 1955 l'Annuaire français de droit international, qu'elle dirige durant une trentaine d'années.

## Publications
- « Les Traités dans la vie internationale », Economica, 1985, 303 p.

## Hommages et distinctions
- Commandeur de la Légion d'honneur
- Officier de l'ordre de Léopold (Belgique)
- Commandeur de l'ordre royal du Sahametrei (Cambodge)
- Commandeur de l'ordre du Mérite national (Mauritanie)

- Un prix Suzanne-Bastid[10] est décerné chaque année par la Société française pour le droit international[4].